# Mukramba, Chincholi
Mukramba là một làng thuộc tehsil Chincholi, huyện Gulbarga, bang Karnataka, Ấn Độ.